# تاجر مرگ
تاجر مرگ ( به انگلیسی The Merchant of Death عنوان اولین جلد از سری پندراگن نوشته دی. جی. مک‌هیل می باشد که اولین بار در سال ۲۰۰۲ میلادی به چاپ رسید .

## داستان
بابی پندراگن به ظاهر پسری عادی است . خانه و خانواده و حتی سگ محبوبی به نام مارلی دارد . ولی خصوصیات بسیار ویژه ای نیز دارد . قرار است که او دنیا را نجات دهد ...

## ترجمه در ایران
این اثر را ویدا اسلامیه ( مترجم رسمی داستان های هری پاتر در ایران ) ترجمه و انتشارات کتابسرای تندیس آن را به چاپ رسانده است .